# Hailstorm
Hailstorm è il primo album in studio del gruppo musicale finlandese Barathrum, pubblicato nel 1995 dalla Nazgul's Eyrie Productions.

## Tracce
1. Deep from the Depths – 6:53
2. In Darkness I Fly – 4:51
3. Pure Flame Crown – 3:37
4. Highest Beast – 1:40
5. Lord of South and Fire – 3:21
6. Spears of Sodom – 4:50
7. Marks on My Skin – 4:55
8. Winter of the Black Snow – 4:04
9. Battlecry – 5:26
10. Gate to Jetblack Desires – 4:38
11. Slavery and Delusion – 5:57
12. Inferno Winds – 5:49
13. Hailstorm – 4:15

## Formazione

### Gruppo
- Demonos Sova – voce, chitarra, basso, percussioni
- Infernus – basso
- Pimeä – batteria